# Nissan Motor Ibérica
Dieser Artikel wurde auf der  Qualitätssicherungsseite des Portals Auto und Motorrad eingetragen. 
Bitte hilf mit, ihn zu verbessern, und beteilige dich an der Diskussion. (+)

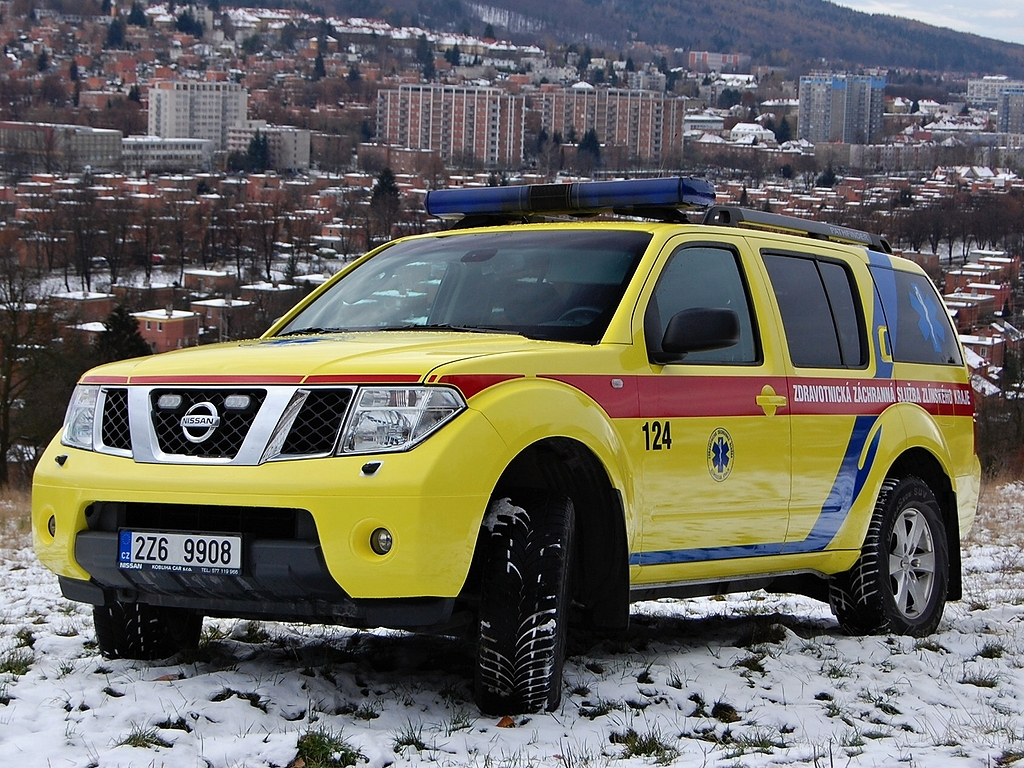
Ein für den medizinischen Notfalldienst ausgestatteter Nissan Pathfinder

Die Nissan Motor Ibérica S.A. ist ein Unternehmen der Automobilindustrie mit Sitz im Industriegebiet Zona Franca der katalanischen Stadt Barcelona. Ein weiteres Montagewerk des Unternehmens ist in Ávila in der Region Kastilien und León beheimatet. In Montcada i Reixac in der Provinz Barcelona werden Karosserieteile hergestellt und in Los Corrales de Buelna in der Region Kantabrien Motoren und Getriebe produziert. Stand 2010 betrug die Mitarbeiterzahl von Nissan Motor Ibérica 5200 Arbeitnehmer. Die Produktion lag im Rekordjahr 2008 bei 132.149 Fahrzeugen. Nissan-intern wird für das Unternehmen das Akronym NMISA verwendet.

## Entwicklung des Unternehmens
Die Geschichte des Unternehmens geht auf das Jahr 1981 zurück, in dem Nissan seinen Aktienanteil an Ebro auf 55 Prozent ausbaute und somit die Mehrheit erlangte. Mit diesem Schritt wurde die Zusammenarbeit Ebros mit Nissans Konkurrenten Jeep und Alfa Romeo beendet. Lediglich der Markennamen Ebro verblieb noch bis Ende der 1980er Jahre in Verwendung.
Wenige Jahre darauf konnte der Export in benachbarte Länder aufgenommen werden. 
Im Werk werden des Weiteren die Umrüstung und das Rebadging (Umplakettieren) der Importfahrzeuge auf die europäischen Vorschriften vorgenommen.
2021 endete die eigene Produktion von Kraftfahrzeugen im Werk Barcelona.

## Fahrzeuge
Die Arbeit begann im Gründungsjahr mit der Massenproduktion der Ebro L-Serie, einem mittelschweren Lastkraftwagen, der mit einer großen Auswahl an Ausstattungsvarianten und verschiedenen Aufbauten erhältlich war. 
Die bislang produzierte Ebro P-Serie wurde eingestellt, während die Ebro F-Serie weiter produziert wurde. Ab 1982 wurde der Datsun Cabstar später Nissan Cabstar produziert, der außerhalb Europas als Nissan Atlas angeboten wurde. 1982 begann mit dem Datsun Prairie schließlich auch die Produktion von Personenkraftwagen, welchem ab Herbst 1982 der Datsun Micra und ab Anfang 1983 der Nissan Patrol folgte. 1986 begann die Produktion des Nissan Vanette C 22 Van und des Nissan Vanette Cargo II C22. 1987 wurde die Ebro F-Serie zum Nissan Ebro Trade, ab 1990 zum Nissan Trade. Dieser stand in diversen Ausführungen für die private wie auch kommerzielle Nutzung zur Wahl. Das Modell war nur in Spanien erhältlich. Die nun Nissan Ebro L-Serie war dafür mittlerweile bis in die Benelux-Staaten über die Vertragshändler Nissans erhältlich. Im Spätjahr 1988 begann die Produktion der neuen Generation des Geländewagens Patrol parallel zur technisch überarbeiteten Vorgängergeneration. Im sogenannten Badge-Engineering wurde letzterer für die Märkte Großbritannien, Australien und Neuseeland parallel dazu als Ford Maverick angeboten. Erhältlich war dieser nur als Linkslenker. Ebenso wurde der Prairie im gleichen Jahr durch eine neue Generation ausgetauscht und trug in Europa fortan den Modellnamen Prairie Pro. Auch die Produktion von Lieferwagenmodellen des Vanette C22 (nur als verglaster Kastenwagen und Kombi) wurde aufgenommen. Mit dem Nissan Terrano etablierte man einen weiteren Geländewagen auf dem europäischen Markt. 
Anfang der Neunziger war Nissan wegen der zunehmenden Konkurrenz gezwungen die nun technisch veraltete Nissan Ebro L-Serie zu ersetzen und brachte eine überarbeitete Version auf den Markt. Hier war das Modell vorerst als Nissan L-Serie und später als Nissan Eco-T bekannt. 1991 wurde die Produktion aller Vanette C22 Versionen eingestellt, nur noch der Vanette Cargo II C22 wurde bis Ende 1994 produziert. 1992 kam mit dem Serena der zweite Minivan. Zur selben Zeit begann man auch mit der Montage des neuen auf dem Terrano basierenden Nissan Pick-up. In Spanien selbst war er zunächst als Navara bekannt, in manchen anderen Ländern dagegen setzte sich auch der Name Frontier durch. Erst gegen 1997 wurde der Modellname innerhalb Europas auf den Modellnamen Pick-up vereinheitlicht. Im selben Jahr begann auch die Produktion des Terrano II, der in Europa auch als Ford Maverick vertrieben wurde. Im Jahr darauf erschien dann der Vanette E als Lieferwagen Version des Serena. Ab Januar 1995 wurde der Vanette Cargo III HC23 ebenfalls auf Basis des Serena produziert, ab 1996 auch als 5-Sitzer Kleinbus Version. 
Mitte der neunziger Jahre wurde nun auch der neue Nissan Pathfinder auf einigen Märkten etabliert. Vorwiegend war dieser jedoch nur in Spanien und den nordamerikanischen Ländern angeboten worden. Ab 1997 gab es dann auch noch eine Panel-Van-Version des Terrano II für den spanischen und englischen Markt und eine 8-Sitzer Kleinbus Version des Vanette Cargo HC23. Für das darauf folgende Jahr gab es den Terrano II als Sondermodell Icelander. Dieser war speziell für Offroad-Einsätze konzipiert. Als neues Fahrzeug gab es nun das Nutzfahrzeug Cabstar. Ebenso feierte 1998 der neue Patrol GR seine Premiere. Die letzten Modelle des vorigen Jahrtausend waren 1999 die neuen Generationen des Ford Maverick und des Nissan Pick-up. 
Die ersten europäischen Nissan-Modelle des 21. Jahrhunderts waren der Almera Tino und der Atleon. Als Nachfolger des Prairie Pro führte man mit dem Almera Tino die Baureihe der Minivans in Europa fort. 2001 wurde die Produktion des beliebteren Serena und des Vanette Cargo HC23 eingestellt. Als Nachfolger für diese Modelle wurde der Primastar eingeführt, welcher bei Nissan Motor Iberica in der Kleinbus Version produziert wurde. Der Vanette E wurde noch bis Ende 2002 produziert. Einen Nachfolger gab es erst ab Sommer 2003 mit dem bei Renault gebauten Nissan Kubistar. Im Februar 2002 begann die Produktion der KleinbusVarianten des Interstar, dieser ersetzte im Modellprogramm den Urvan und den Trade, welcher nur noch als Pritschenwagen bis 2004 für den mitteleuropäischen Markt gebaut wurde. Die Geländewägen Navara und Pathfinder wurden seit Januar 2005 gebaut und bauten die europäische Produktpalette von Nissan aus. Die nächste Generation des Cabstar wurde von 2006 bis 2013 produziert, ebenso wie das Schwestermodell Renault Maxity die weitgehend dem japanischen Nissan Atlas entsprachen. Der überarbeitete Pick-up wurde in Spanien 2008 aufgelegt. Als Nachfolger des Kubistar wird seit 2009 der NV200 produziert und seit 2011 der Evalia, ein Minivan der auf dem NV 200 aufbaut. 
Der als Nissan NV400 gebadgte Renault Master ersetzte 2010 den Interstar. Der Atleon erhielt Mitte 2013 durch den NT500 einen Nachfolger und wird auch als Renault D-Truck produziert. 2014 wurde der Cabstar durch den NT300/400 ersetzt, welcher auch wieder als Renault Maxity gebaut wird. Die 2. Generation des Primastar wird seither in den Standardvarianten ebenfalls bei Nissan Motor Ibérica produziert. Ebenso wie der in und für Europa entwickelte Pulsar als Nachfolger des Tiida. 

## Bildergalerie einiger Modelle

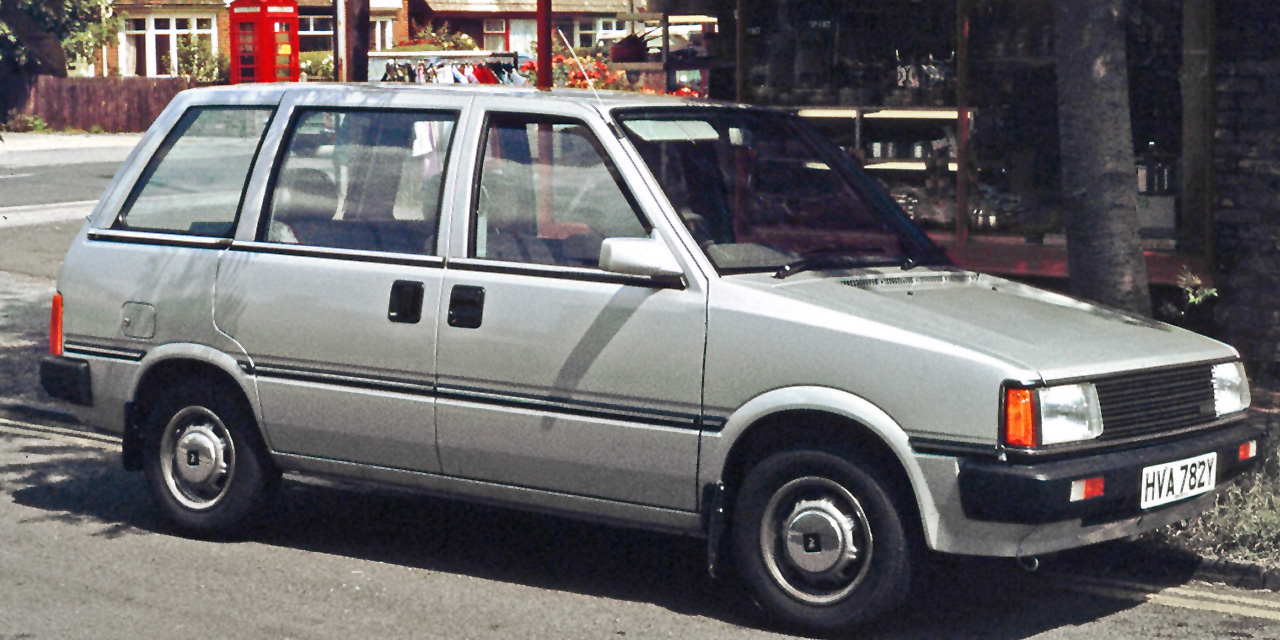
Der Datsun/Nissan Prairie war der erste in Europa produzierte Pkw aus dem Nissan-Konzern.
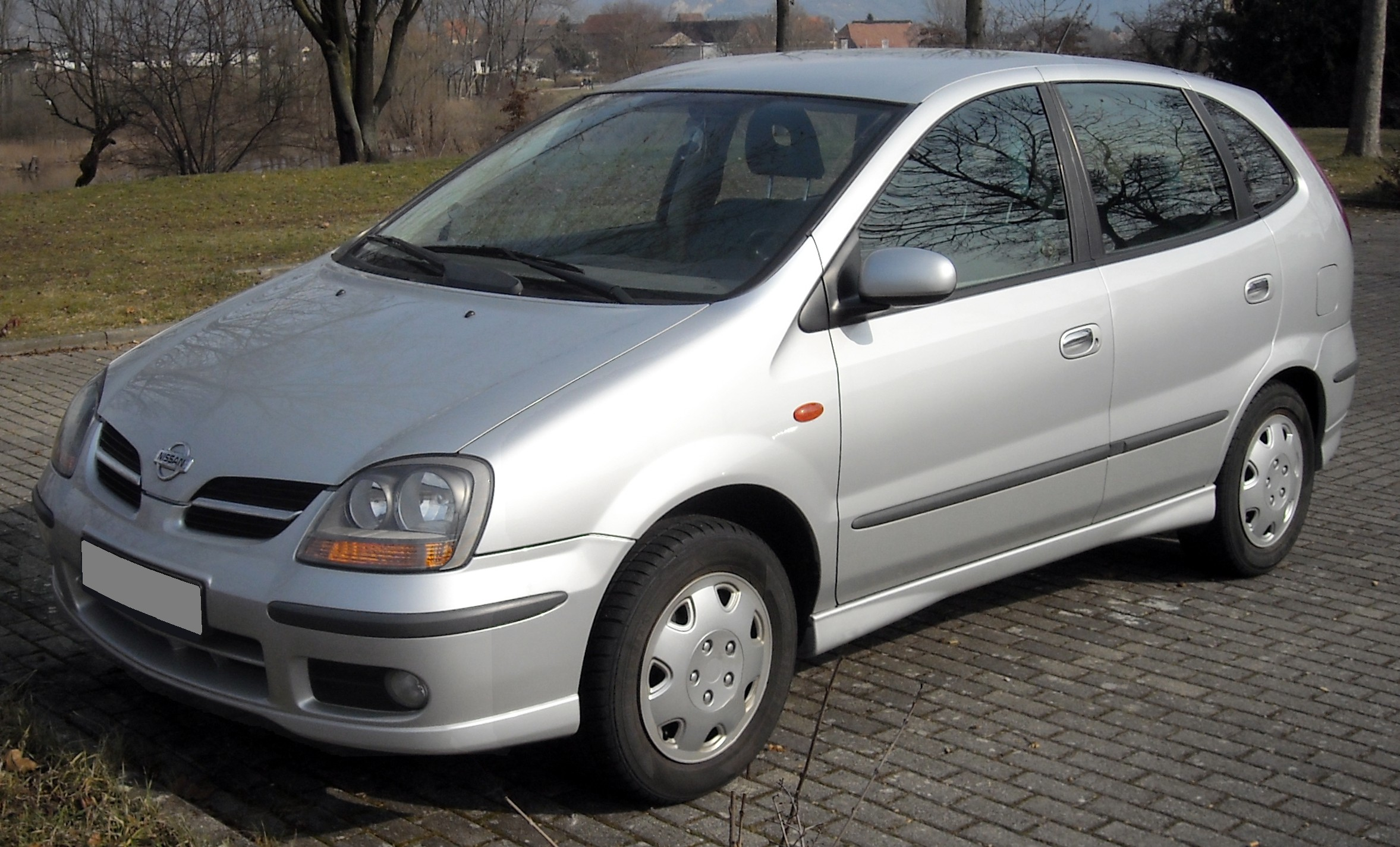
Der Nissan Almera Tino war ein Kompaktvan
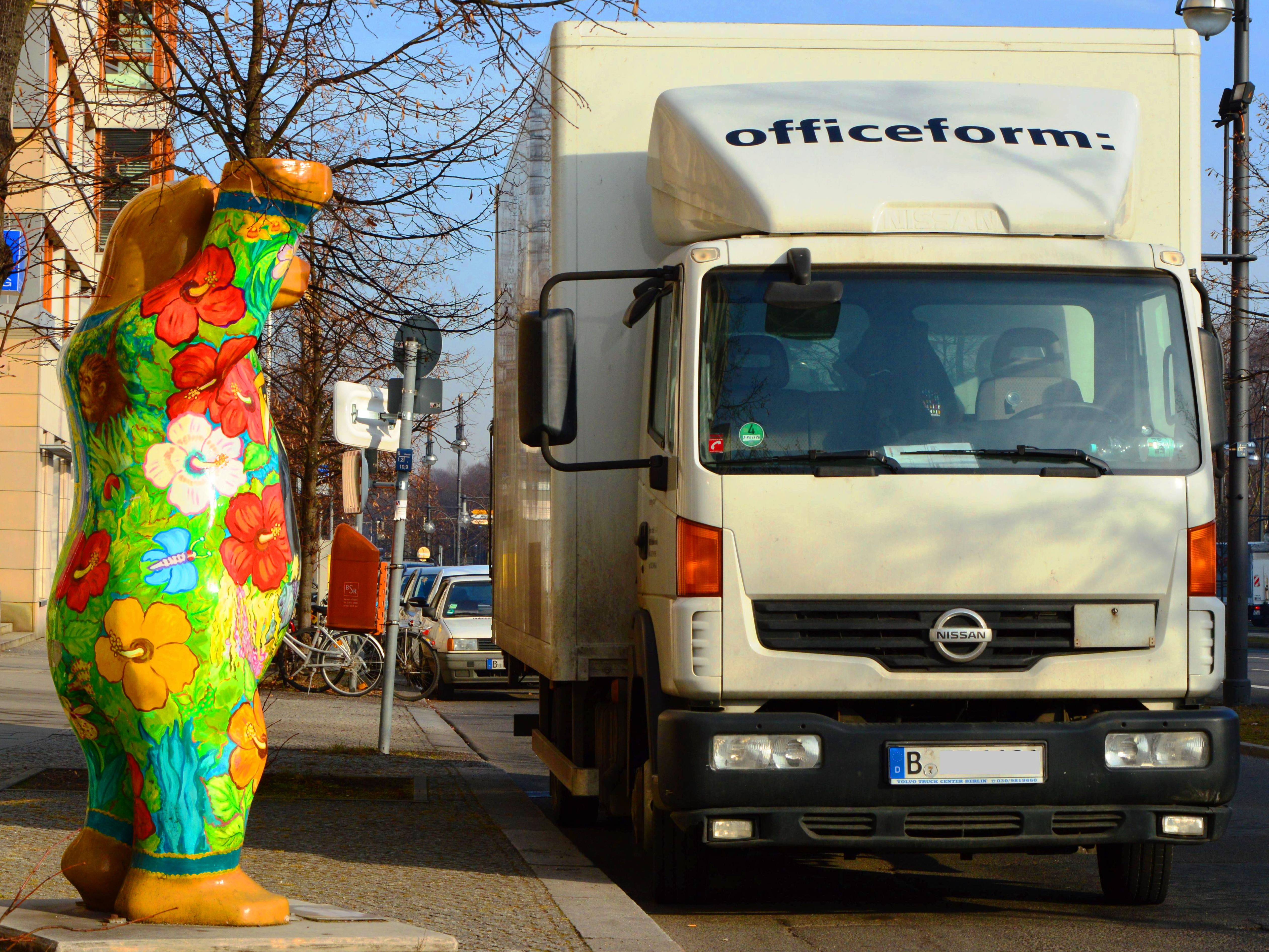
Nissan Atleon 2000–2013
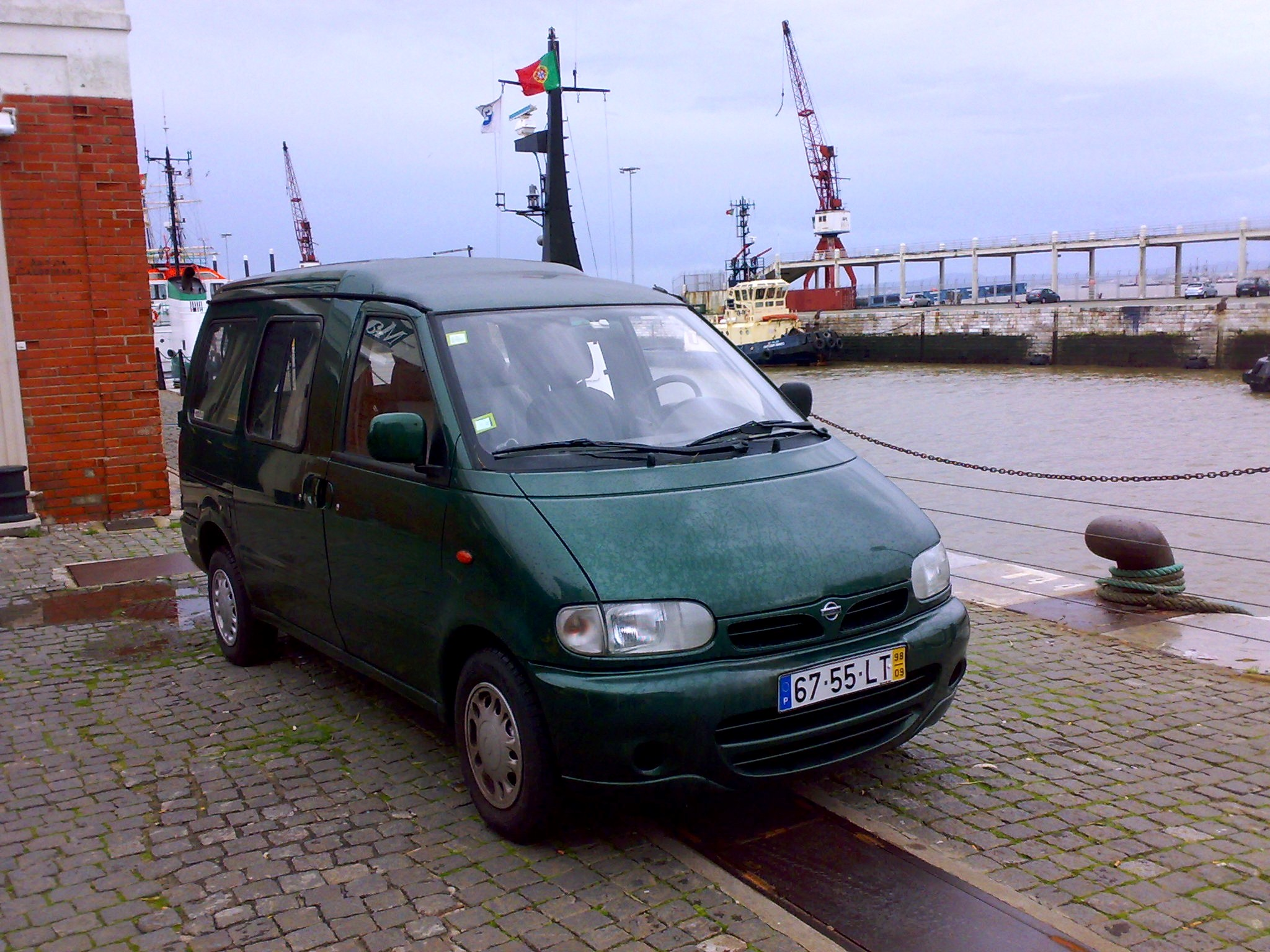
Der Nissan Vanette Cargo III HC23 wurde weltweit nur bei Nissan Motor Ibérica produziert
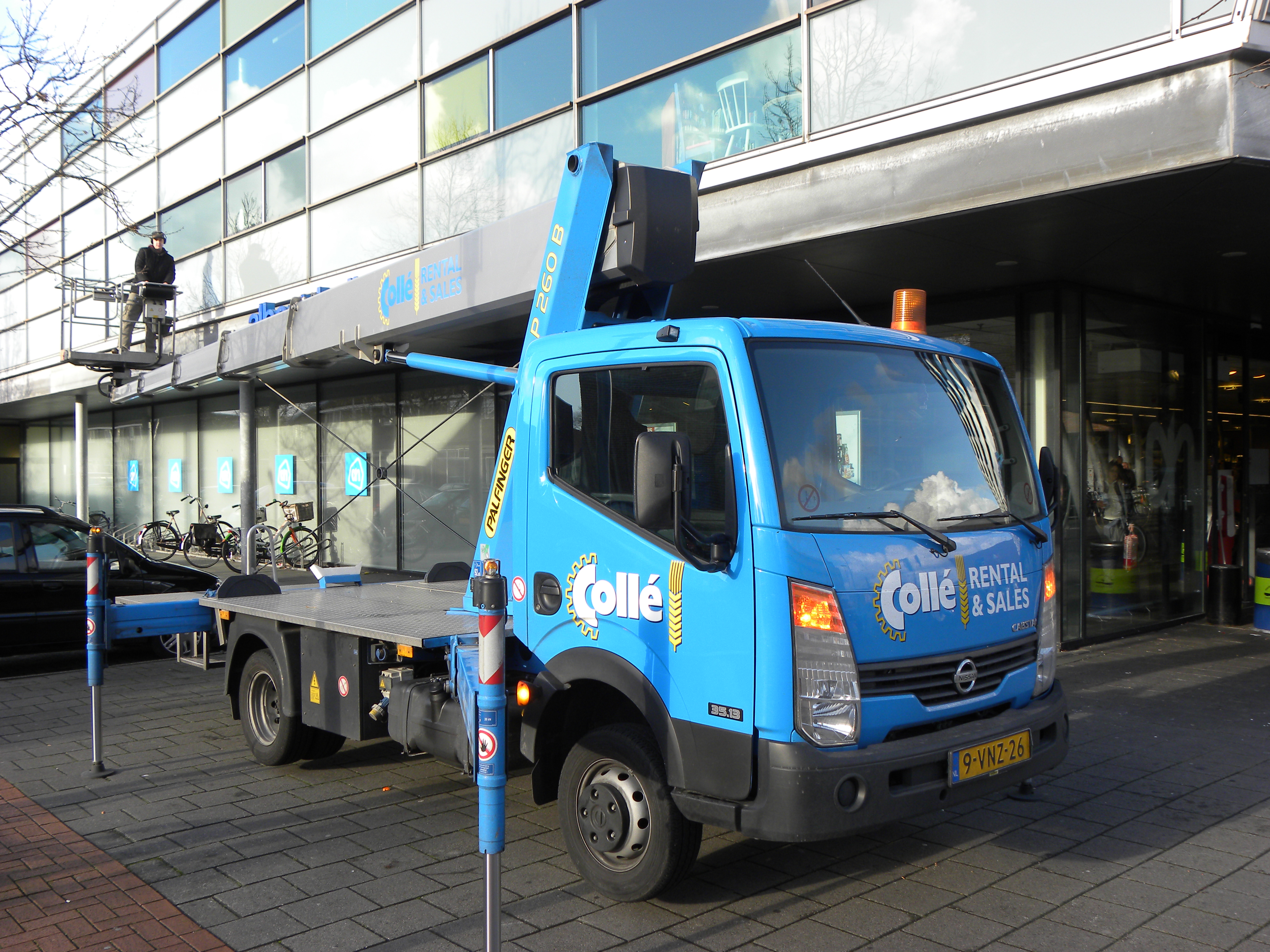
Nissan Cabstar F24 2006–2013
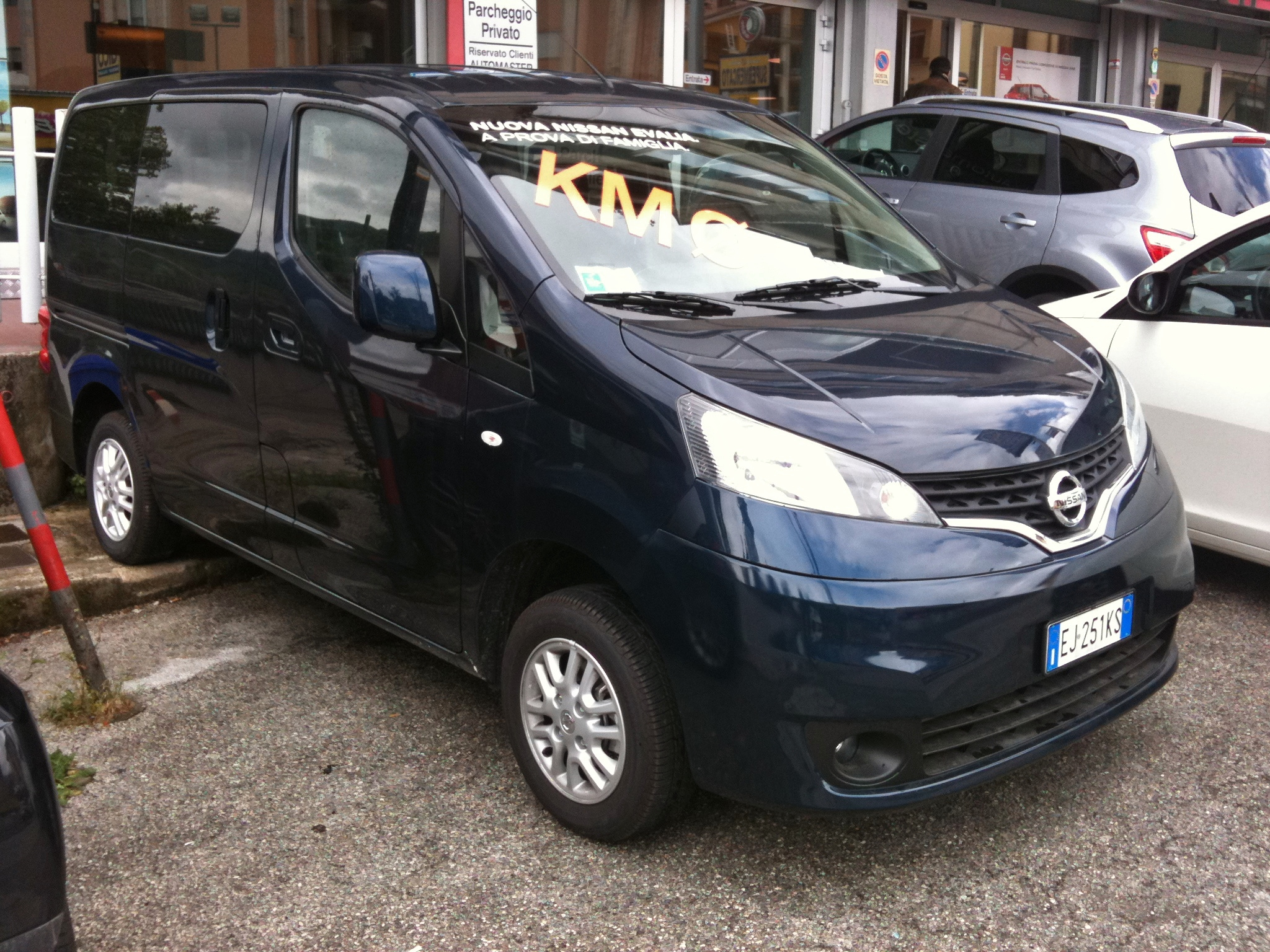
Nissan Evalia
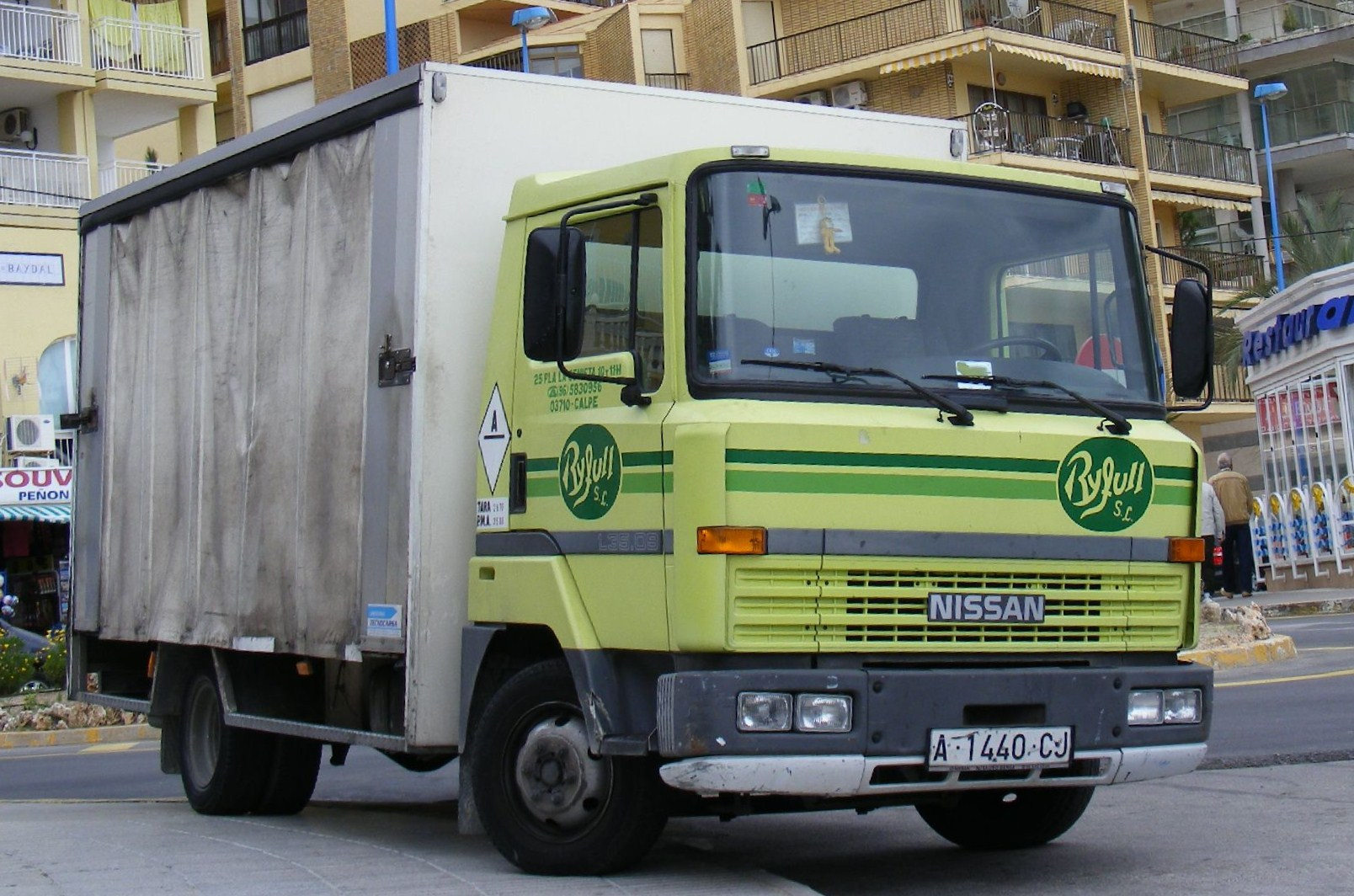
Nissan L-Serie / Eco-T 1990 bis 2000
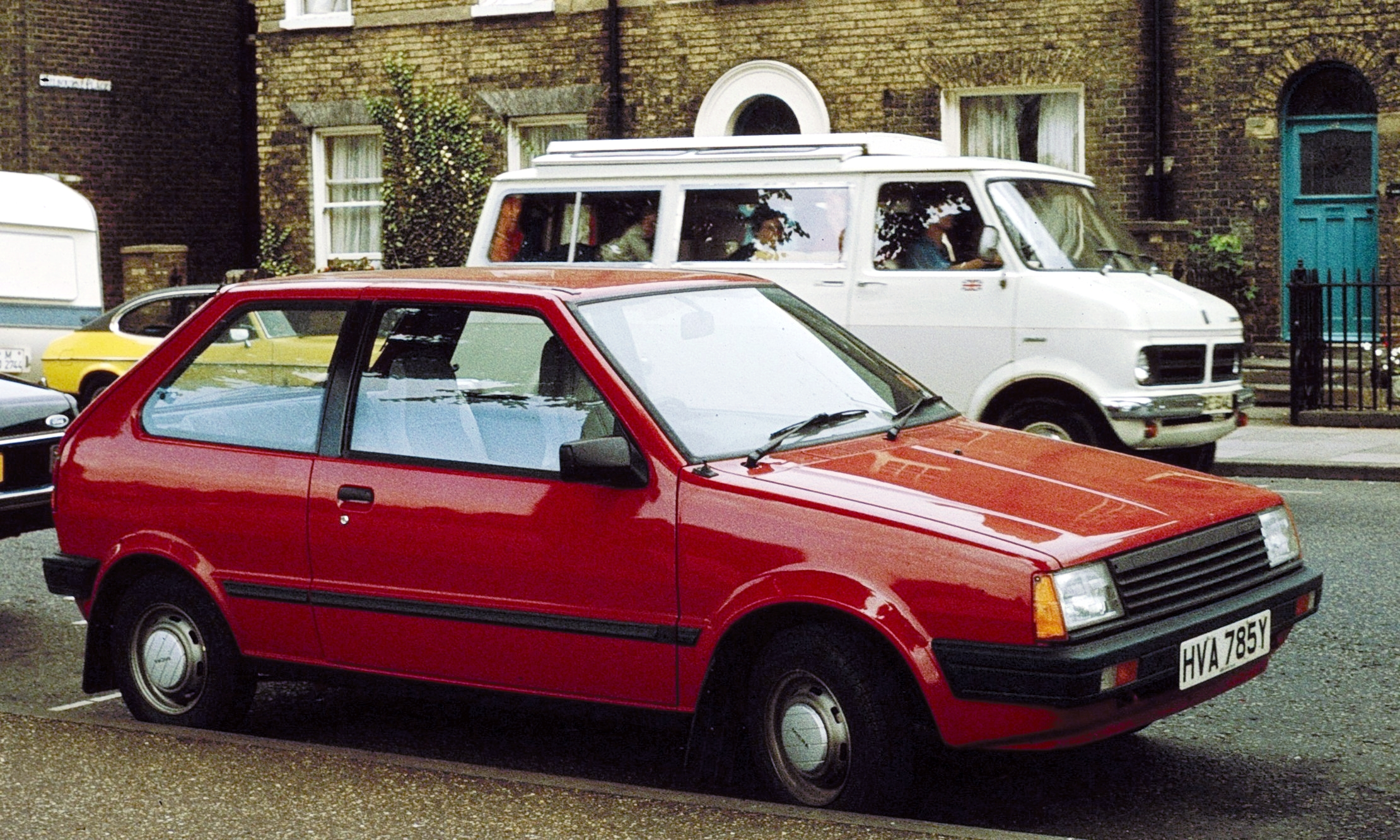
Der Datsun/Nissan Micra welcher in der 1. Generation in Spanien produziert wurde.
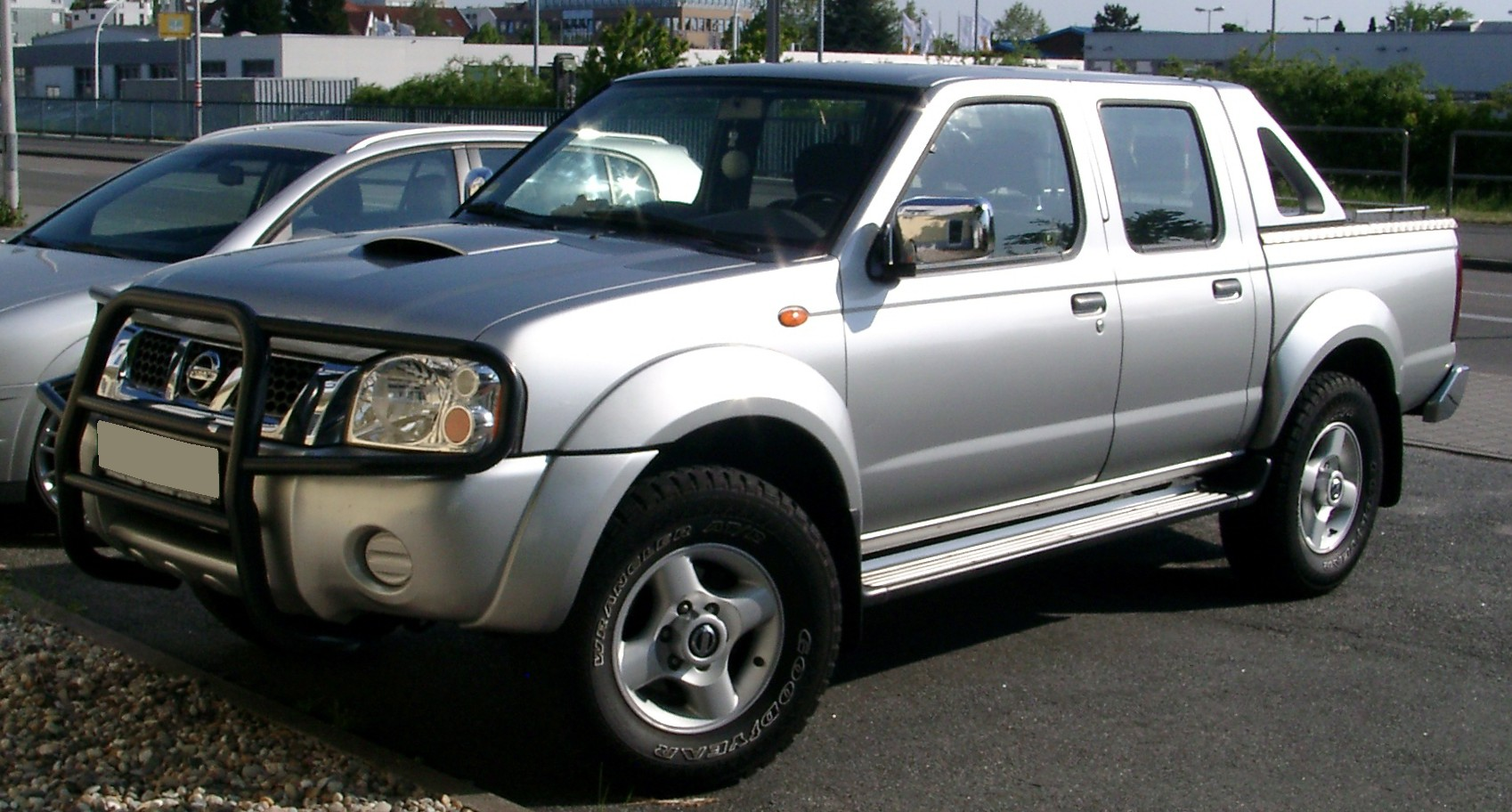
Nissan Navara
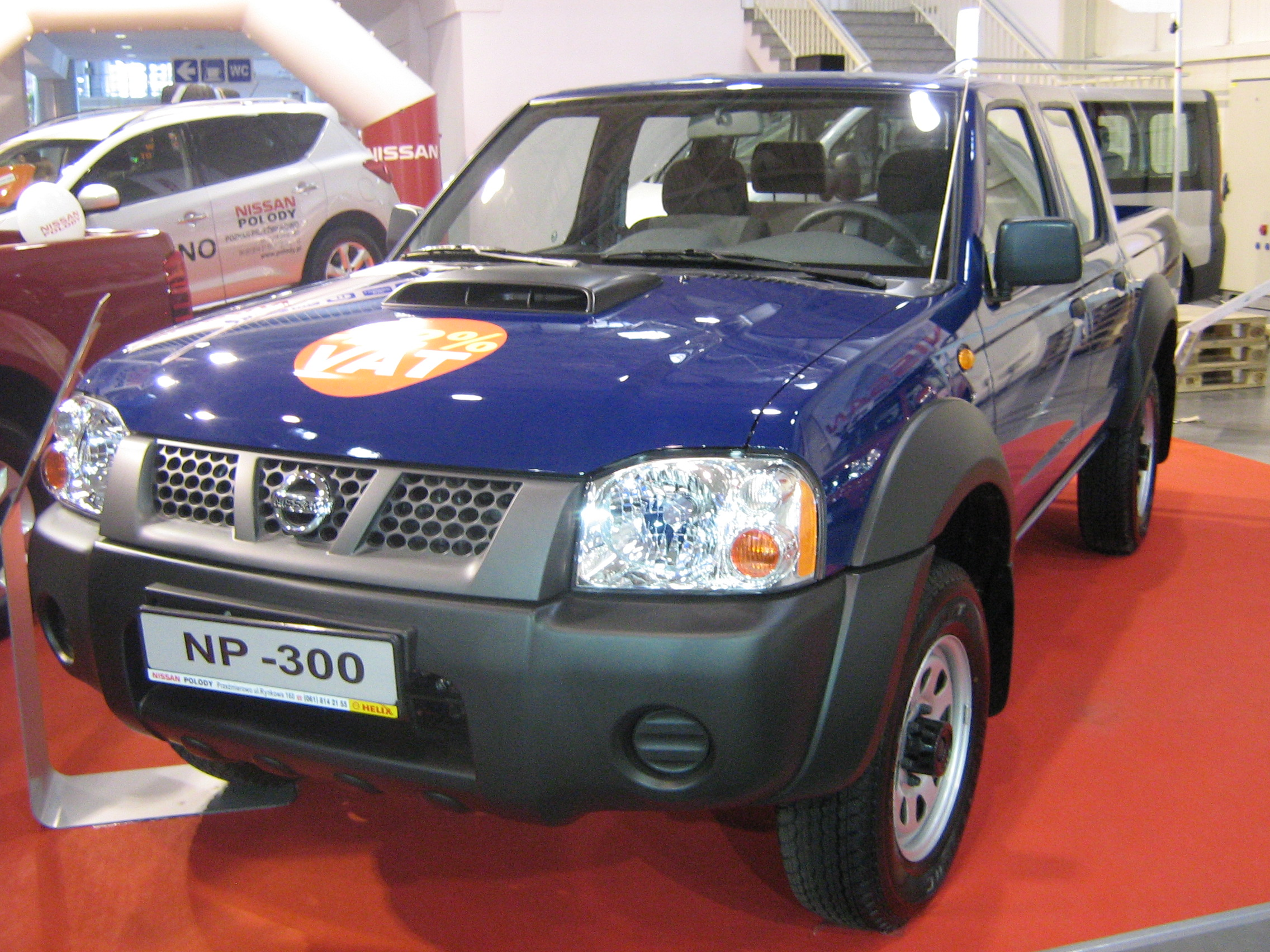
Nissan NP 300 Pick-up
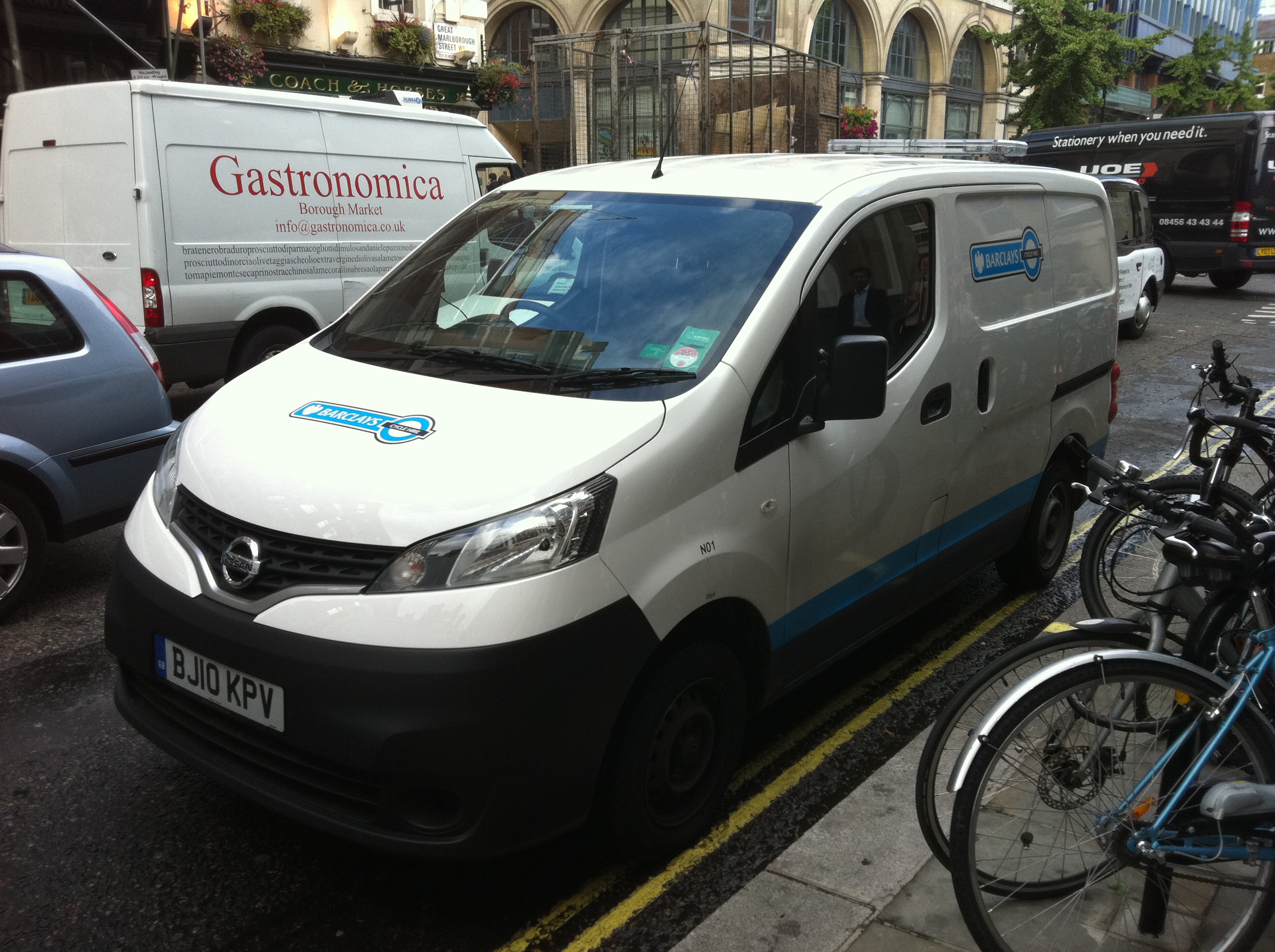
Nissan NV 200
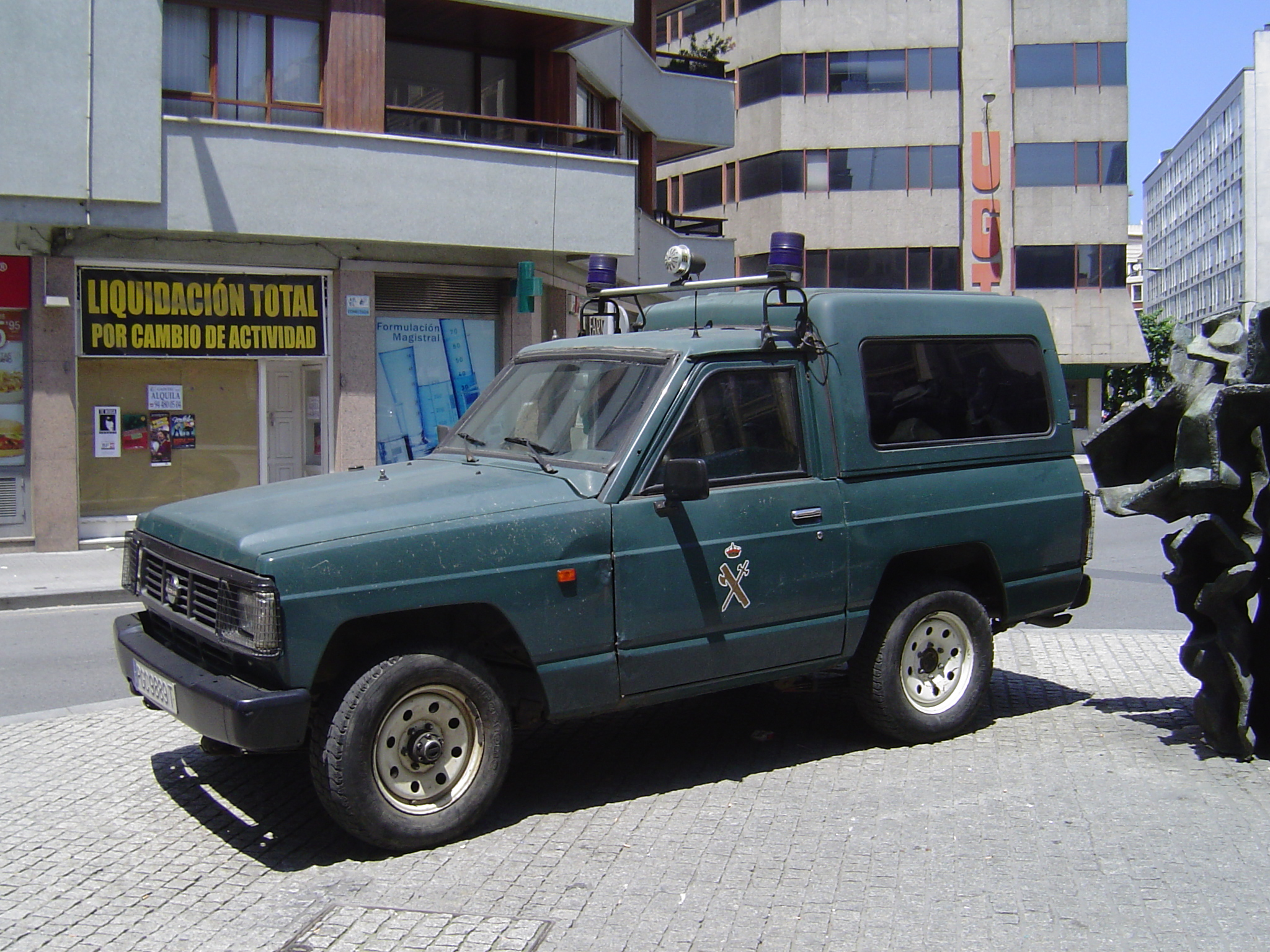
Ein Nissan Patrol der Guardia Civil de Carreteras in Bilbao.
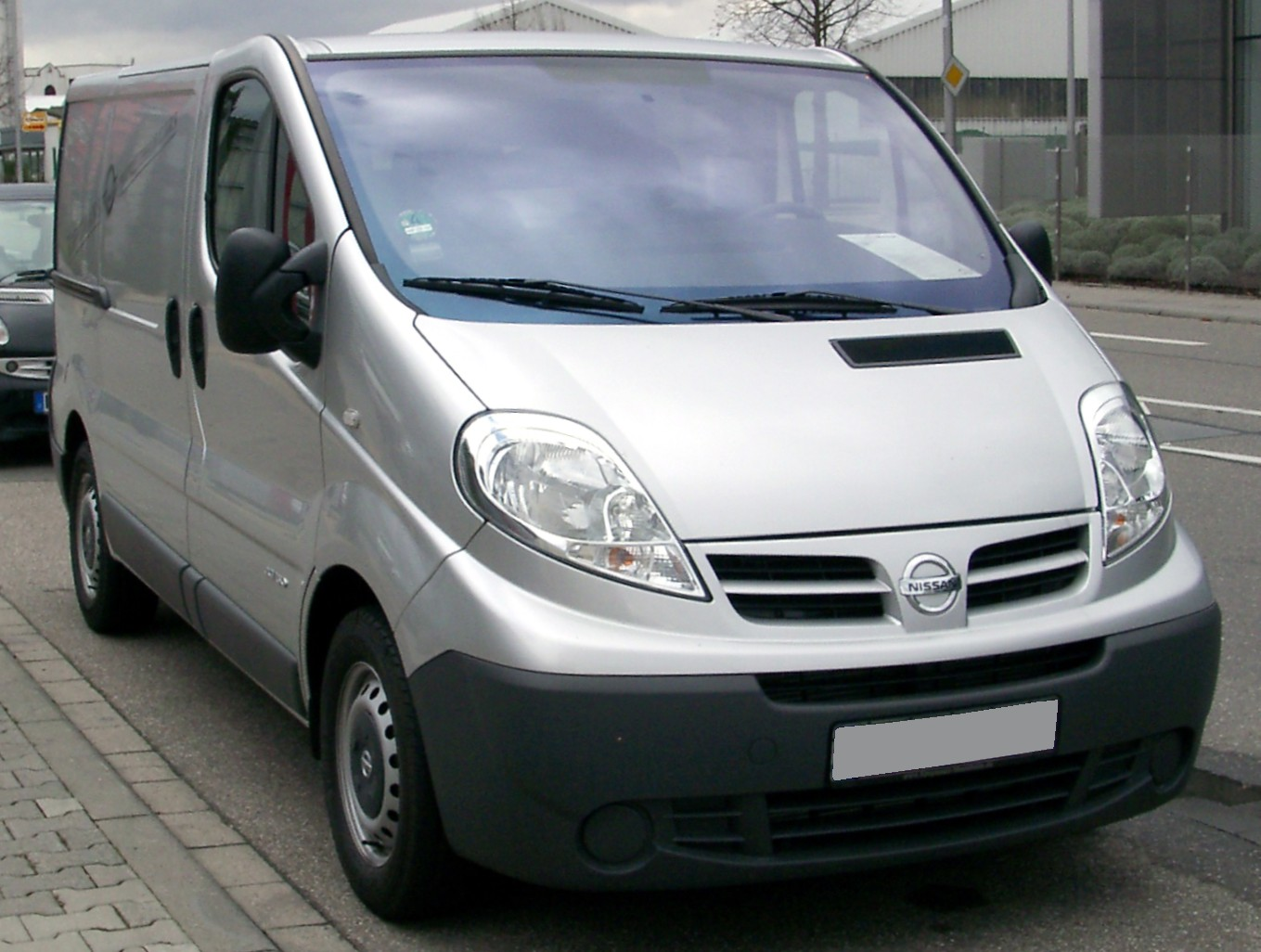
Nissan Primastar dessen Kleinbus Versionen genauso wie des Renault Trafic II in Spanien produziert wird
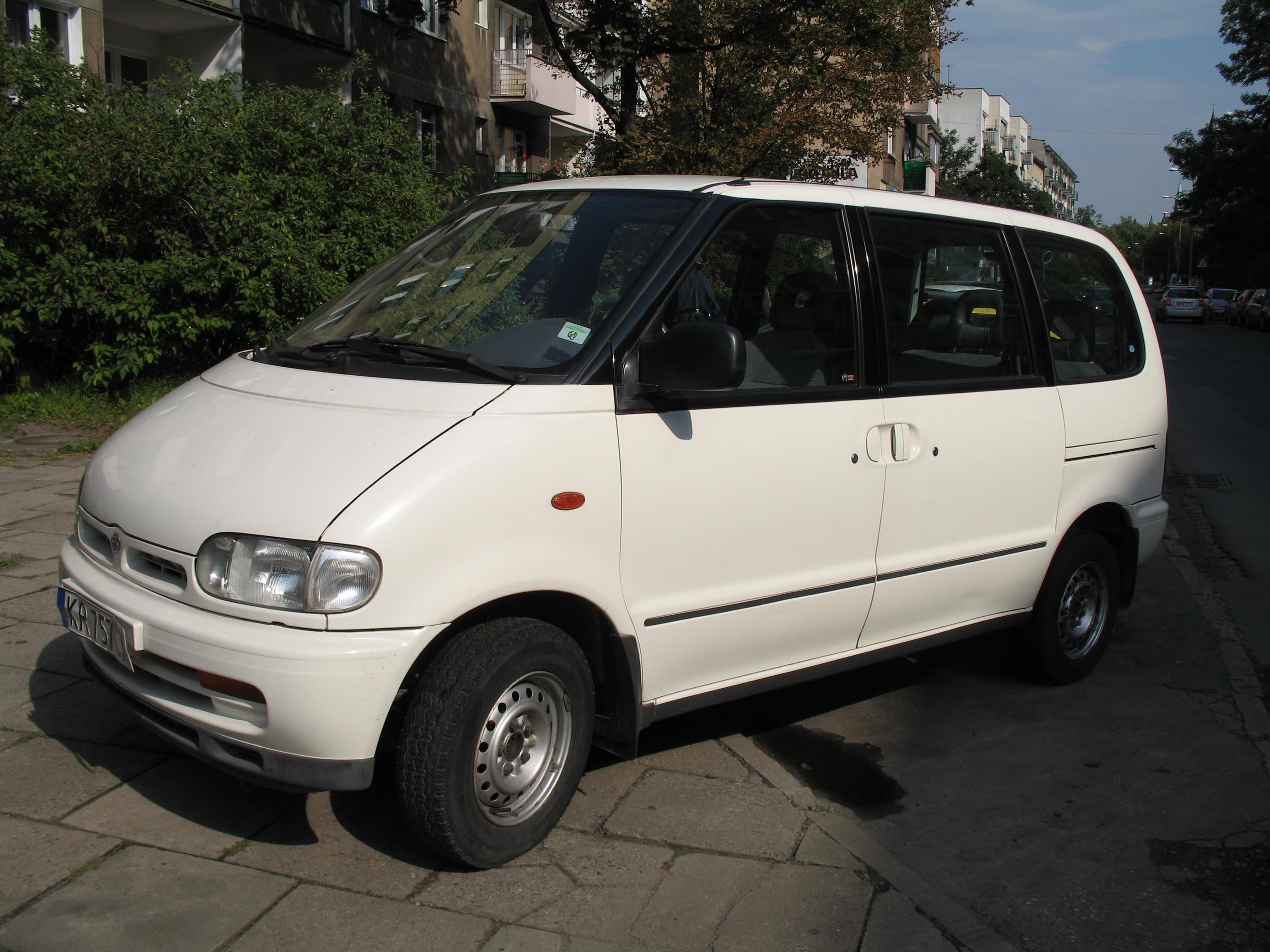
Der Minivan Nissan Serena C23
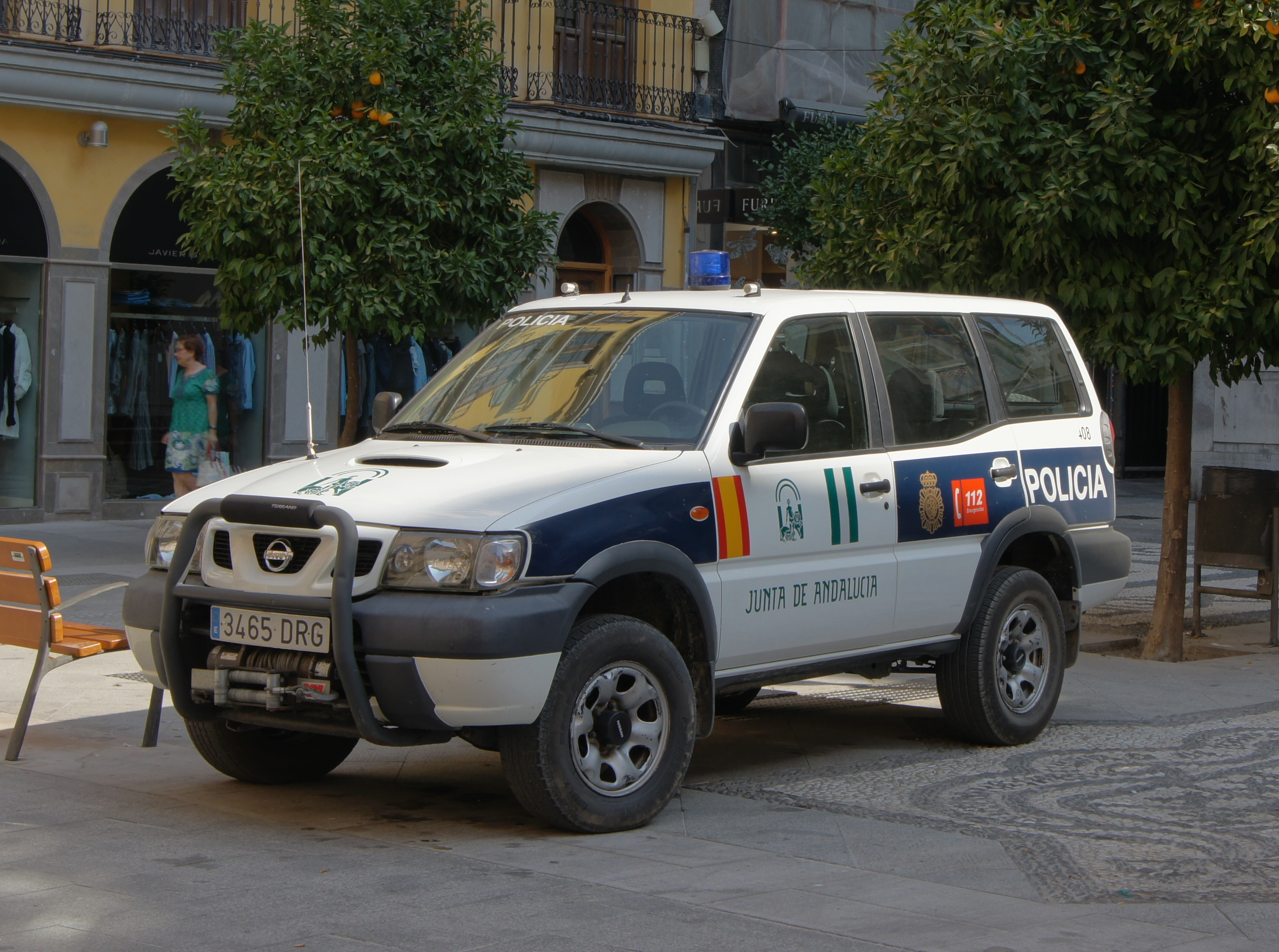
Ein Nissan Terrano II der Junta de Andalucia in Grenada.
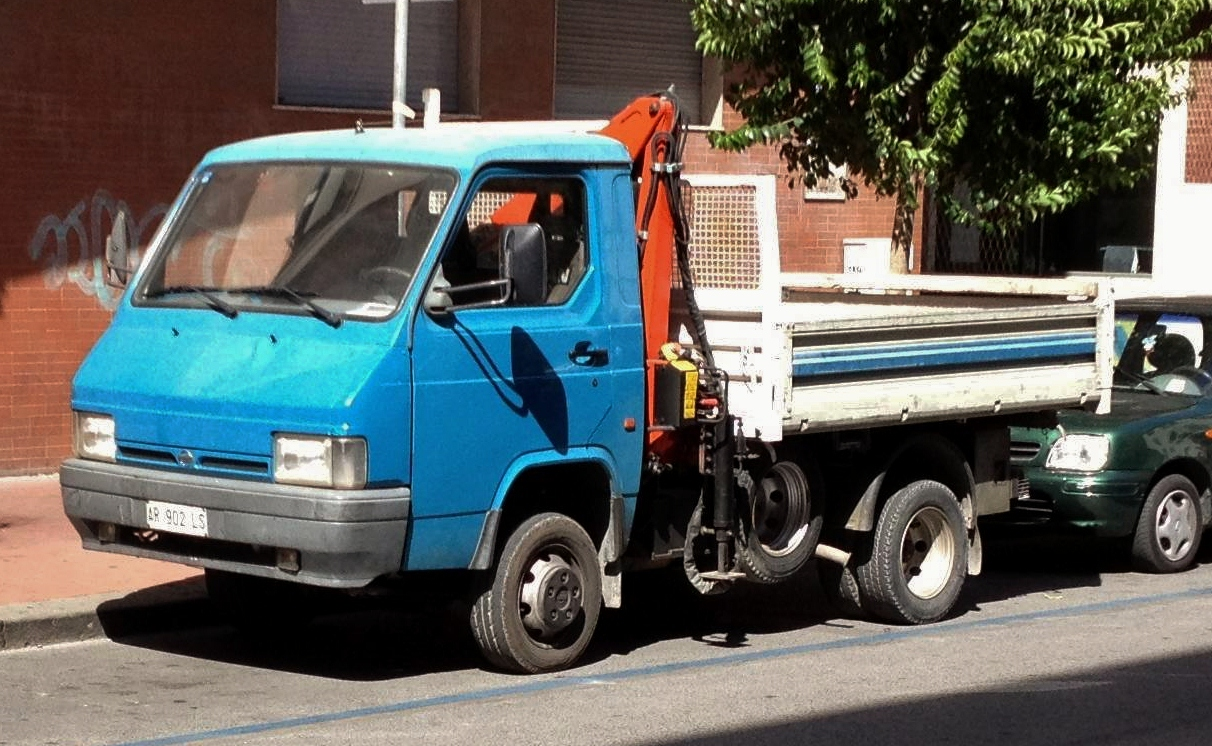
Nissan Trade ursprünglich mit dem Erwerb von Motor Ibérica als Ebro F-Serie übernommen.
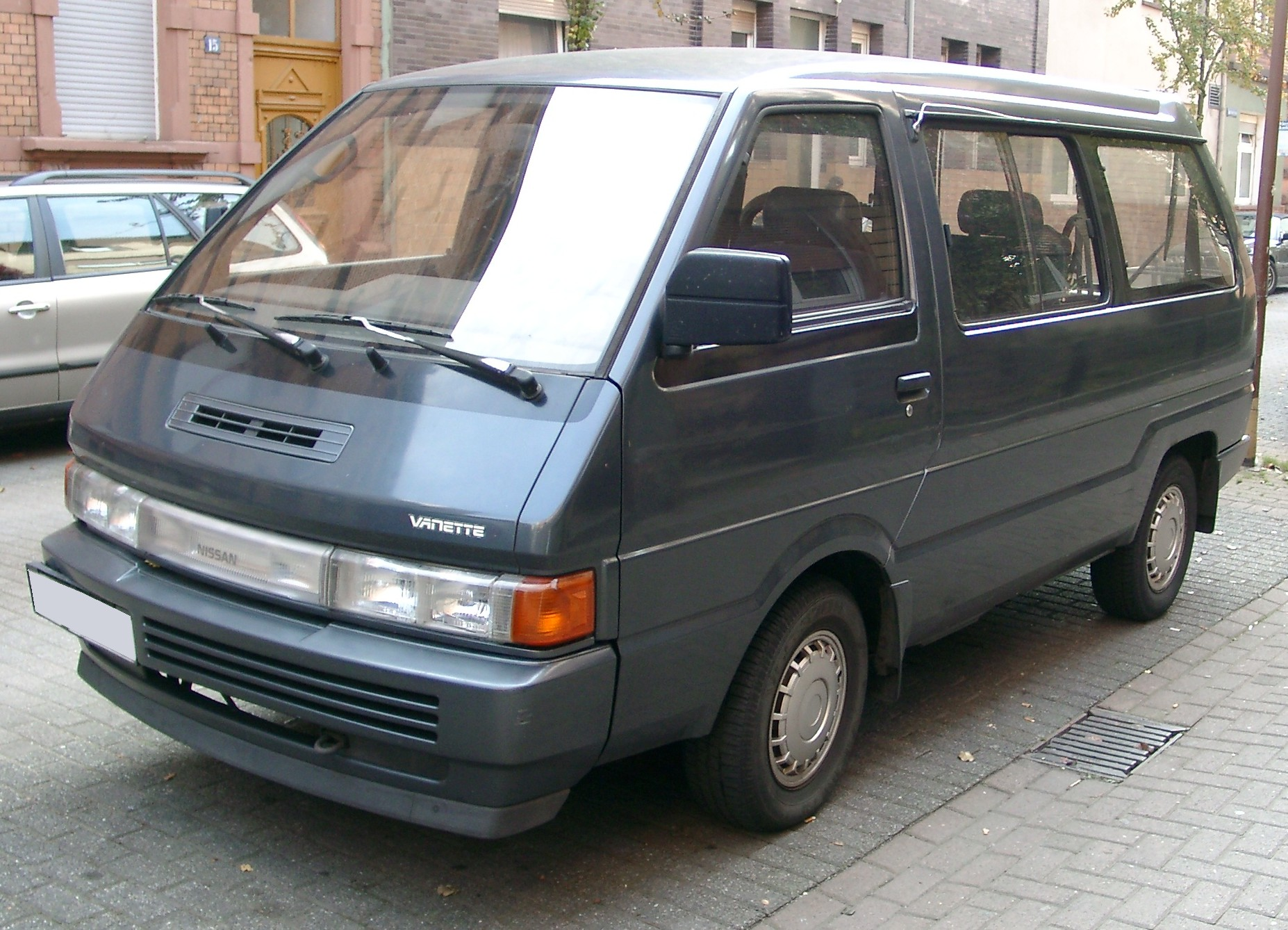
Nissan Vanette C22.
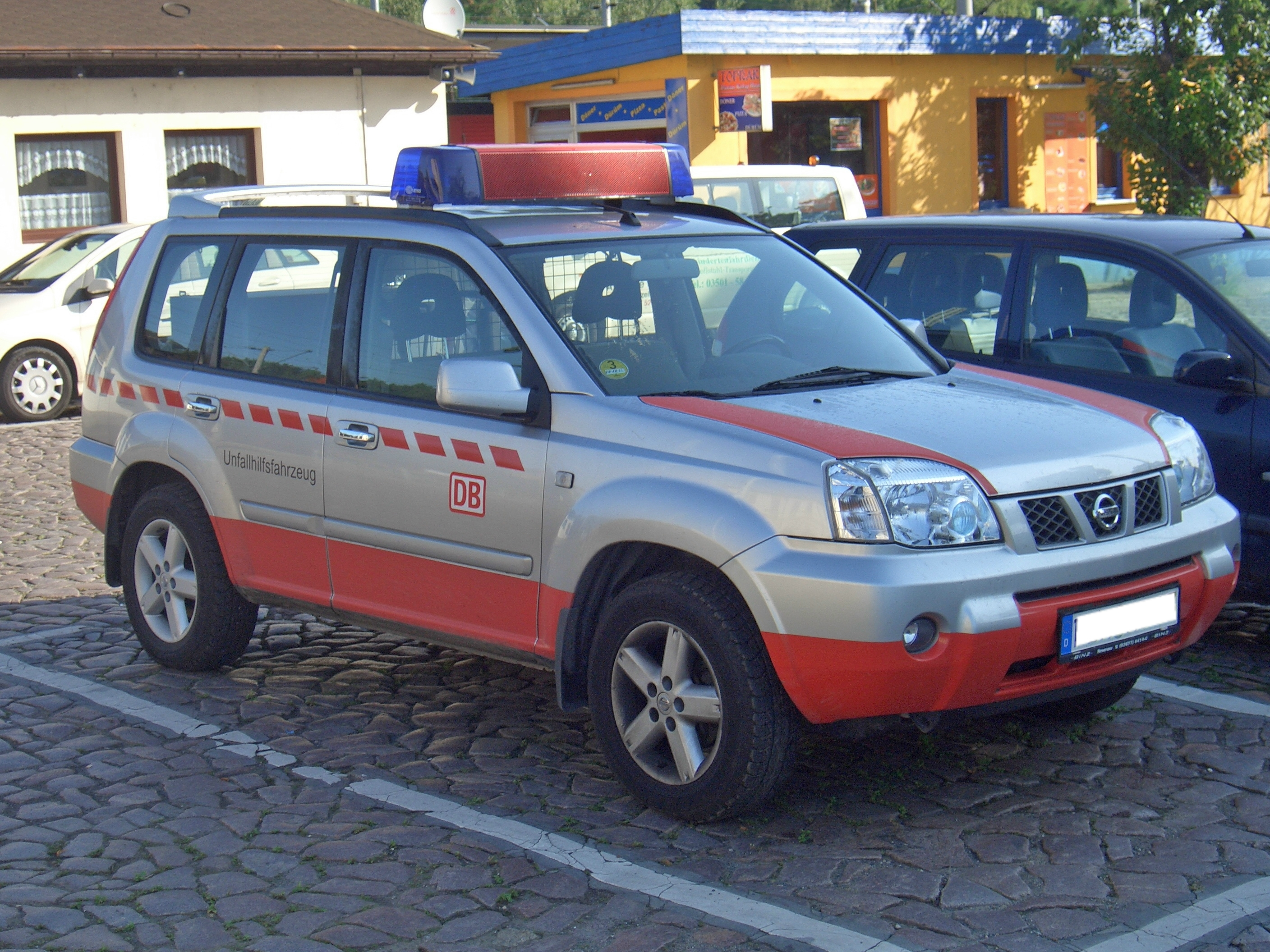
Nissan X-Trail Columbia bis 2007 produziert.